# 扎西德勒

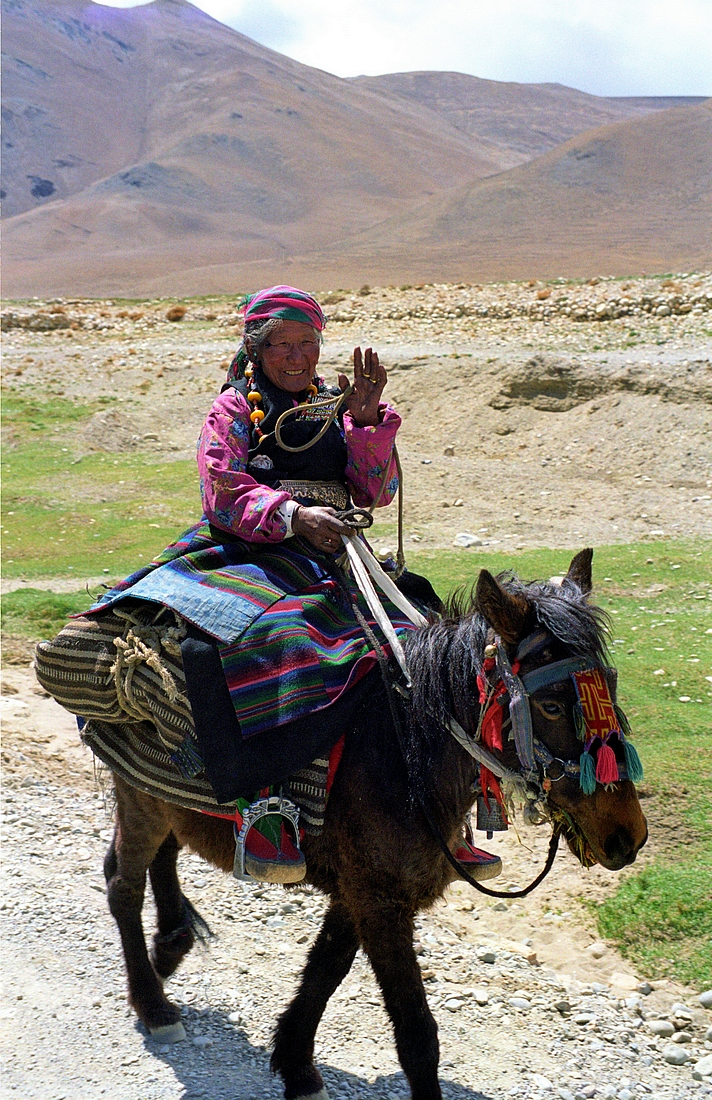
扎西德勒

扎西德勒（藏語：བཀྲ་ཤིས་བདེ་ལེགས་，威利转写：bkra shis bde legs，藏語發音：[tʂáɕi tèle]）是西藏文化圈常用的問候語，在中國四省藏區、不丹、印度錫金邦及尼泊爾部份地區使用。漢語將之音譯作「扎西德勒」。
扎西德勒由「扎西」（藏語：བཀྲ་ཤིས་，威利转写：bkra shis）、「德勒」（藏語：བདེ་ལེགས་，威利转写：bde legs）兩個藏語詞構成：「扎西」意思是「好運」，「德勒」意思是「喜悅與幸福」。但這個詞很難準確地翻譯，可以有「祝你好運」或「願所有吉祥的徵兆到來」。漢語往往翻譯成與意思有些類似的「吉祥如意」。
傳統上扎西德勒這個詞在藏曆新年的祈禱時使用。